# Motława
Motława (niem. Mottlau) – rzeka w województwie pomorskim, dopływ Martwej Wisły, płynąca przez Pojezierze Starogardzkie i Żuławy Wiślane, powiaty: starogardzki, tczewski, gdański i miasto Gdańsk.
Zlewnia rzeki leży jeszcze dodatkowo na Pojezierzu Kaszubskim. Rzeka wypływa z Jeziora Rokickiego leżącego na terenie Pojezierza Starogardzkiego na południowy zachód od Tczewa. Rzeka Szpęgawa bywa nazywana górnym biegiem Motławy. Motława przepływa przez Gdańsk, w którym od średniowiecza właśnie na Motławie znajdował się port morski. Na rzece organizowane są spływy kajakowe.

## Przebieg

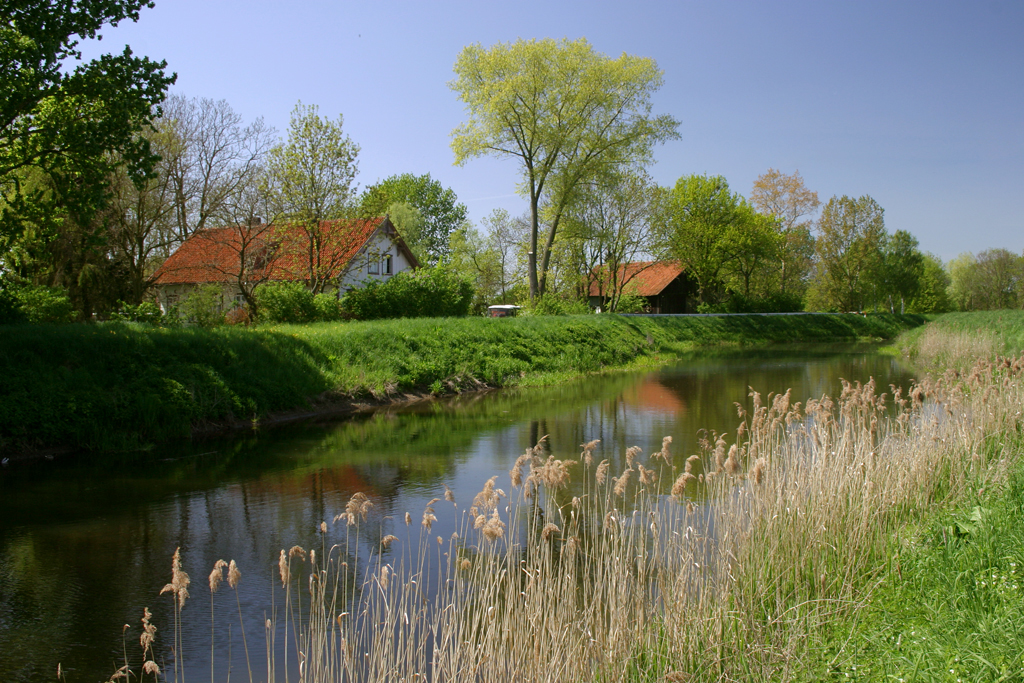
Lędowo nad Motławą

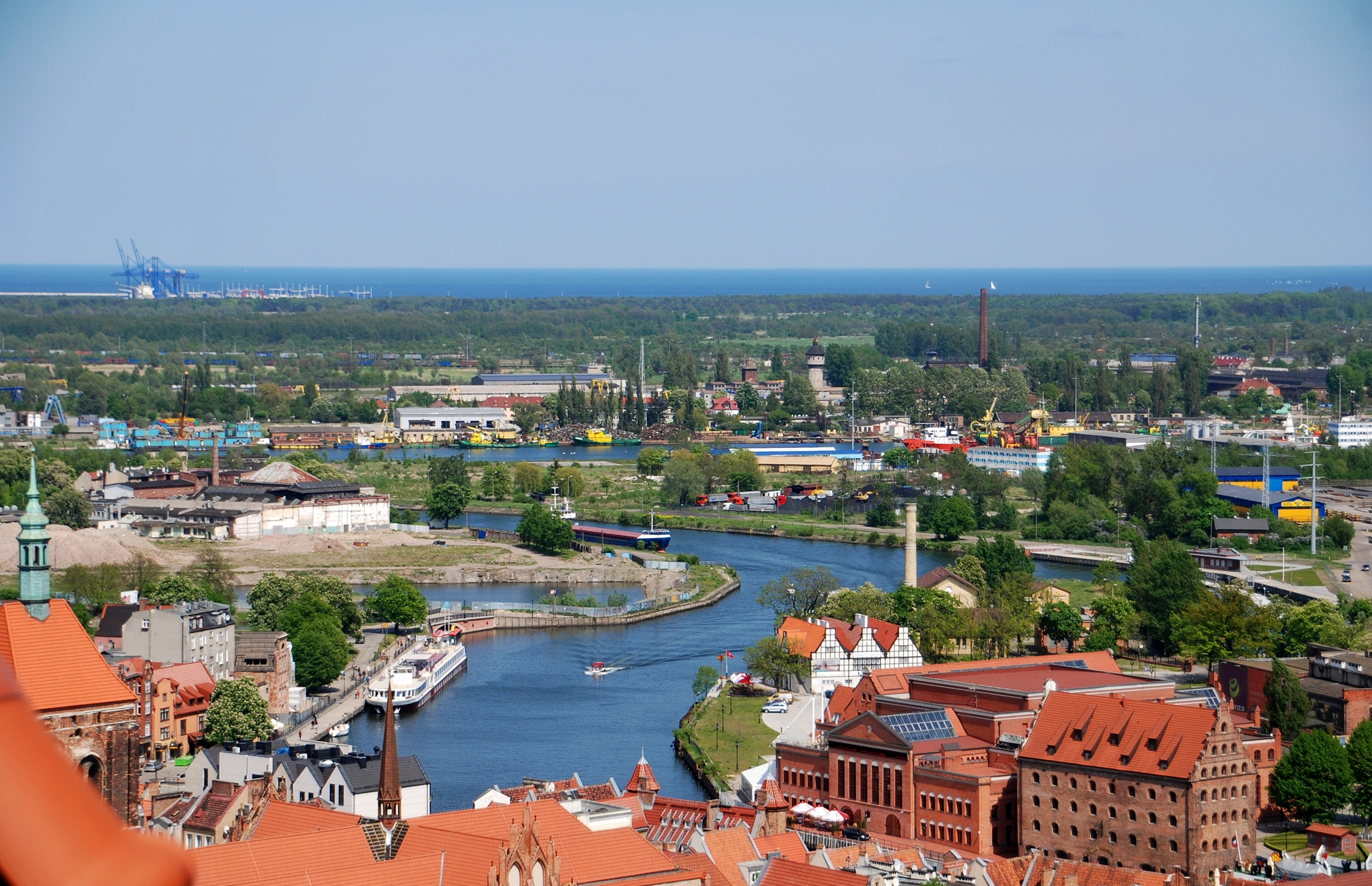
Końcowy odcinek Motławy poniżej Głównego Miasta w Gdańsku

Motława przepływa przez teren gmin: gmina Starogard Gdański, gmina i miasto Tczew, gmina Suchy Dąb, gmina Pruszcz Gdański, miasto Gdańsk.
W górnym biegu rzeki płynie jako Szpęgawa. Następnie płynie na północ do Boroszewa, skąd odbija na południowy wschód w pobliże Swarożyna. Później rzeka płynie wzdłuż linii kolejowej nr 203 w stronę Tczewa. Przepływa przez Jezioro Rokickie Duże, łącząc je z J. Rokickim Małym. Następnie skręca na północ, płynąc pomiędzy Tczewem a Szpęgawą, później Zajączkowem, a następnie Tczewskimi Łąkami. Między Tczewskimi Łąkami a Czatkowami rzeka skręca na północ, płynąc na krótkim odcinku równolegle do Wisły. Przed Koźlinami rzeki rozchodzą się. Motława przepływa przez Krzywe Koło i Suchy Dąb.
W pobliżu wsi Grabiny-Zameczek do Motławy uchodzi Kłodawa. Motława płynie dalej na północ przepływając lub mijając w niewielkiej odległości Grabowo, Grabiny Duchowne, Wróblewo, Lędowo, Mokry Dwór, Weselno. W okolicy Dziewięciu Włók Motława łączy się z Martwą Wisłą przez Kanał Wielki. Motława odbija na zachód, we wsi Krępiec uchodzą do niej dwa lewe dopływy: Czarna Łacha oraz największy z dopływów Motławy, Radunia. Rzeka skręca na północny zachód i wpływa w granice administracyjne Gdańska, stanowiąc granicę dzielnic Olszynka i Orunia – Św. Wojciech – Lipce.
W Gdańsku Motława początkowo biegnie pomiędzy ulicami Przybrzeżną i Olszynką. Następnie jest sztucznie podzielona na trzy nurty: Starą Motławę, Nową Motławę i Opływ Motławy. Stara Motława płynie obok Starego Przedmieścia i Głównego Miasta. Po opłynięciu Wyspy Spichrzów Stara i Nowa Motława łączą się, wcześniej od Nowej Motławy oddziela się Kanał na Stępce, który poniżej Ołowianki łączy się z głównym nurtem Motławy, i wspólnie wpadają do Martwej Wisły koło Polskiego Haka.

## Dorzecze
Motława wypływa z Jeziora Szpęgawskiego Południowego na Pojezierzu Starogardzkim, na północny wschód od Starogardu Gdańskiego. Największymi dopływami są Radunia, Kanał Raduni, Bielawa, Kłodawa, Czarna Łacha.

## Jakość wód

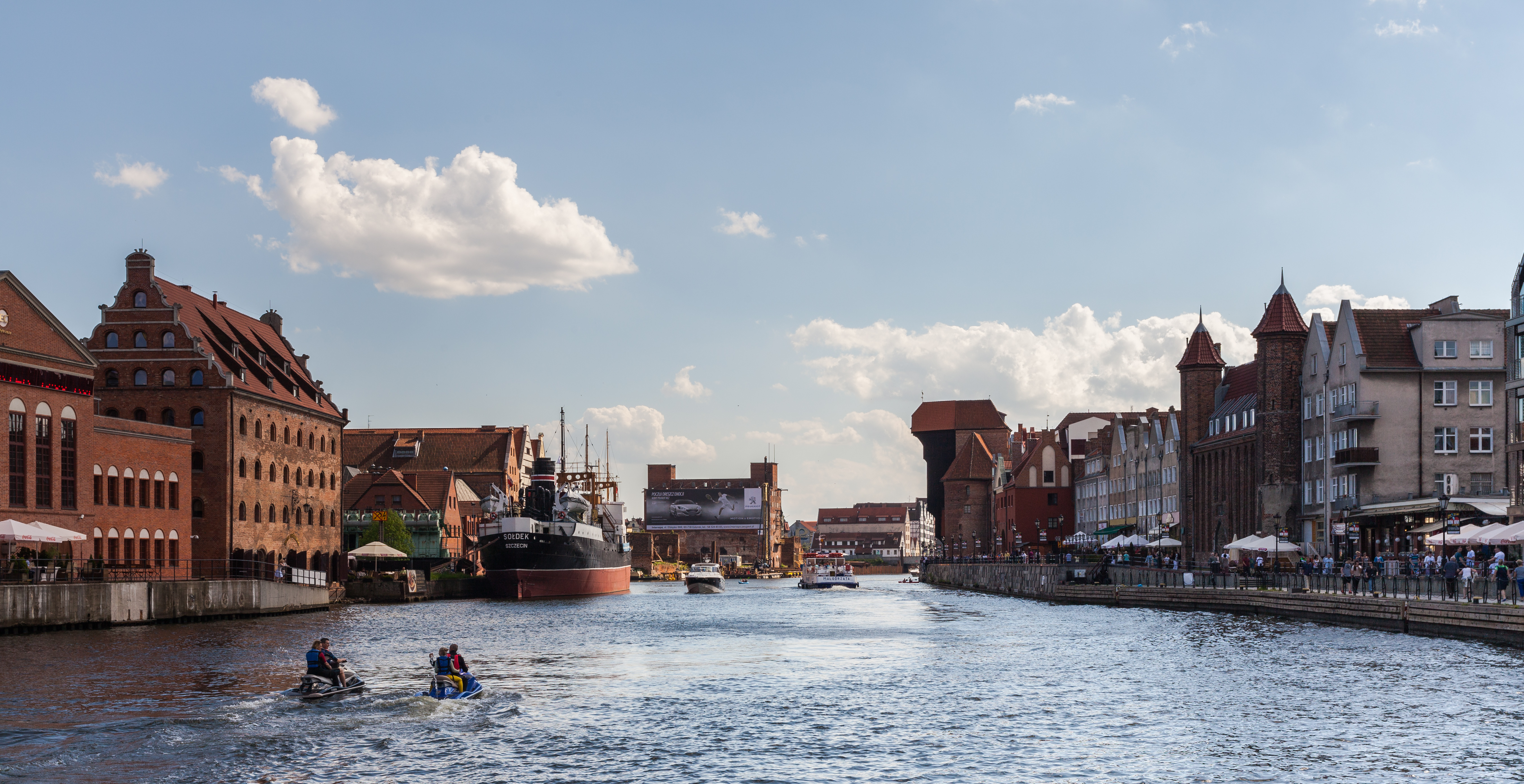
Motława w Gdańsku, dawniej port.

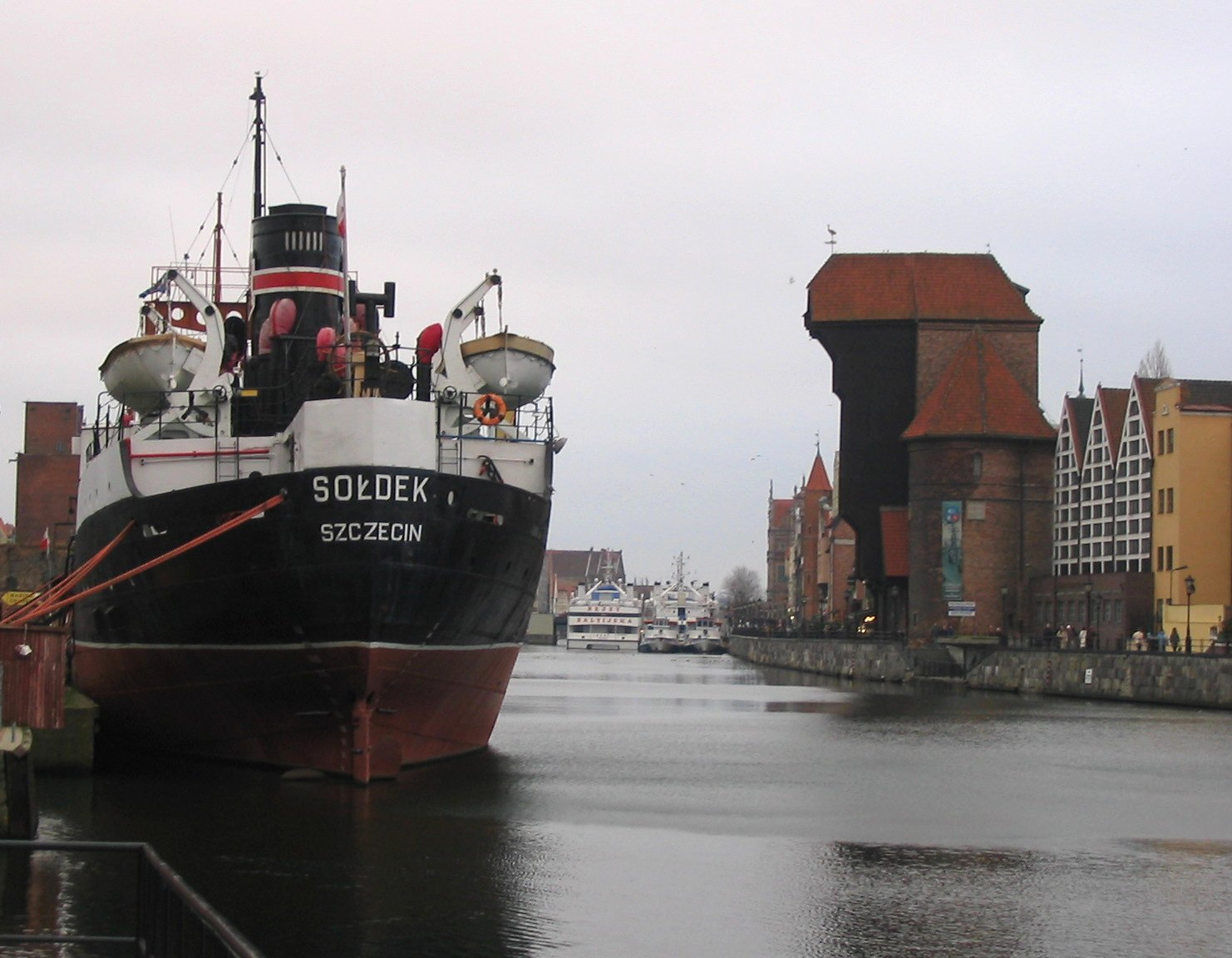
SS Sołdek na Motławie

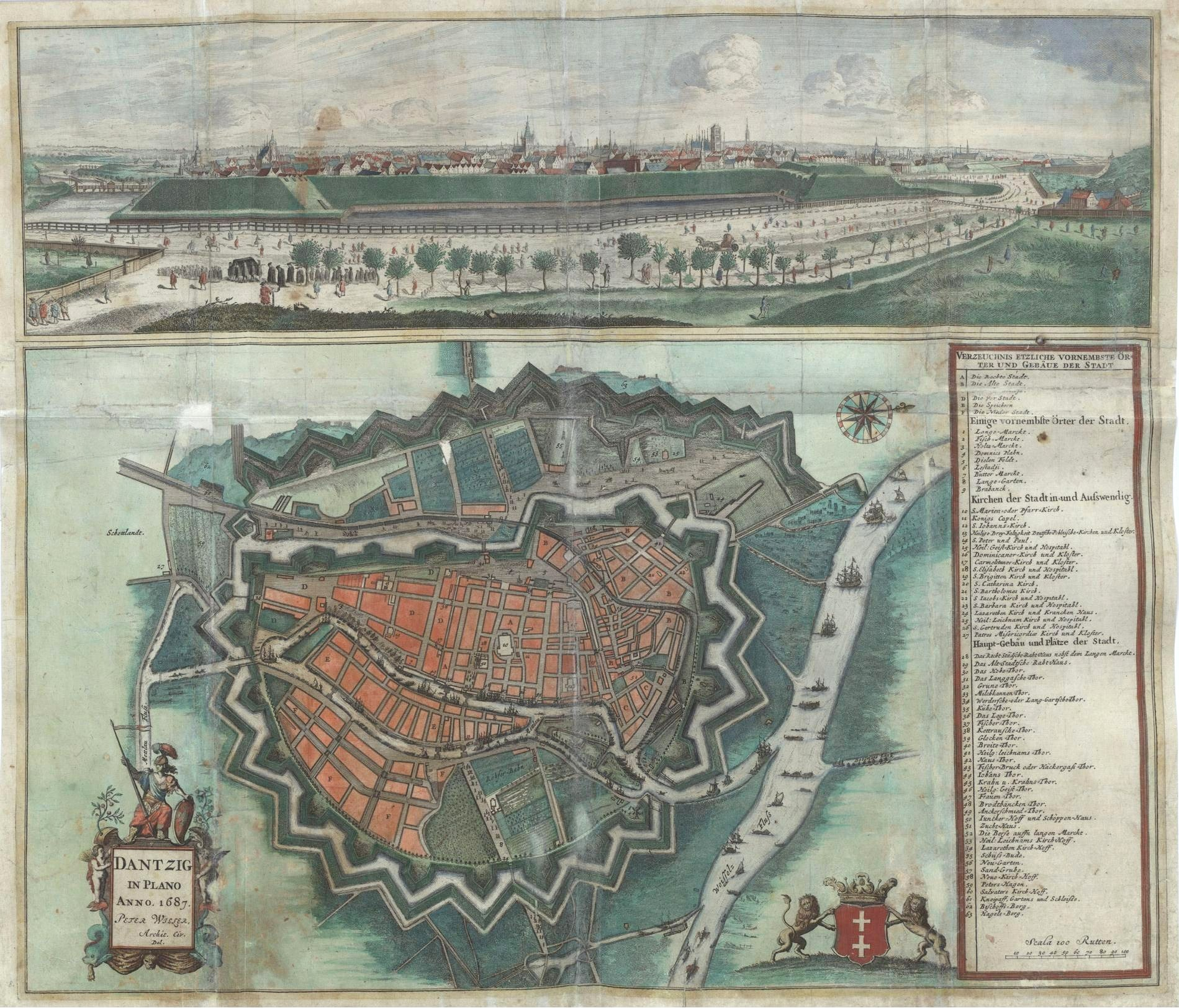
Plan Gdańska z 1687, na którym widać Motławę przepływającą przez miasto.

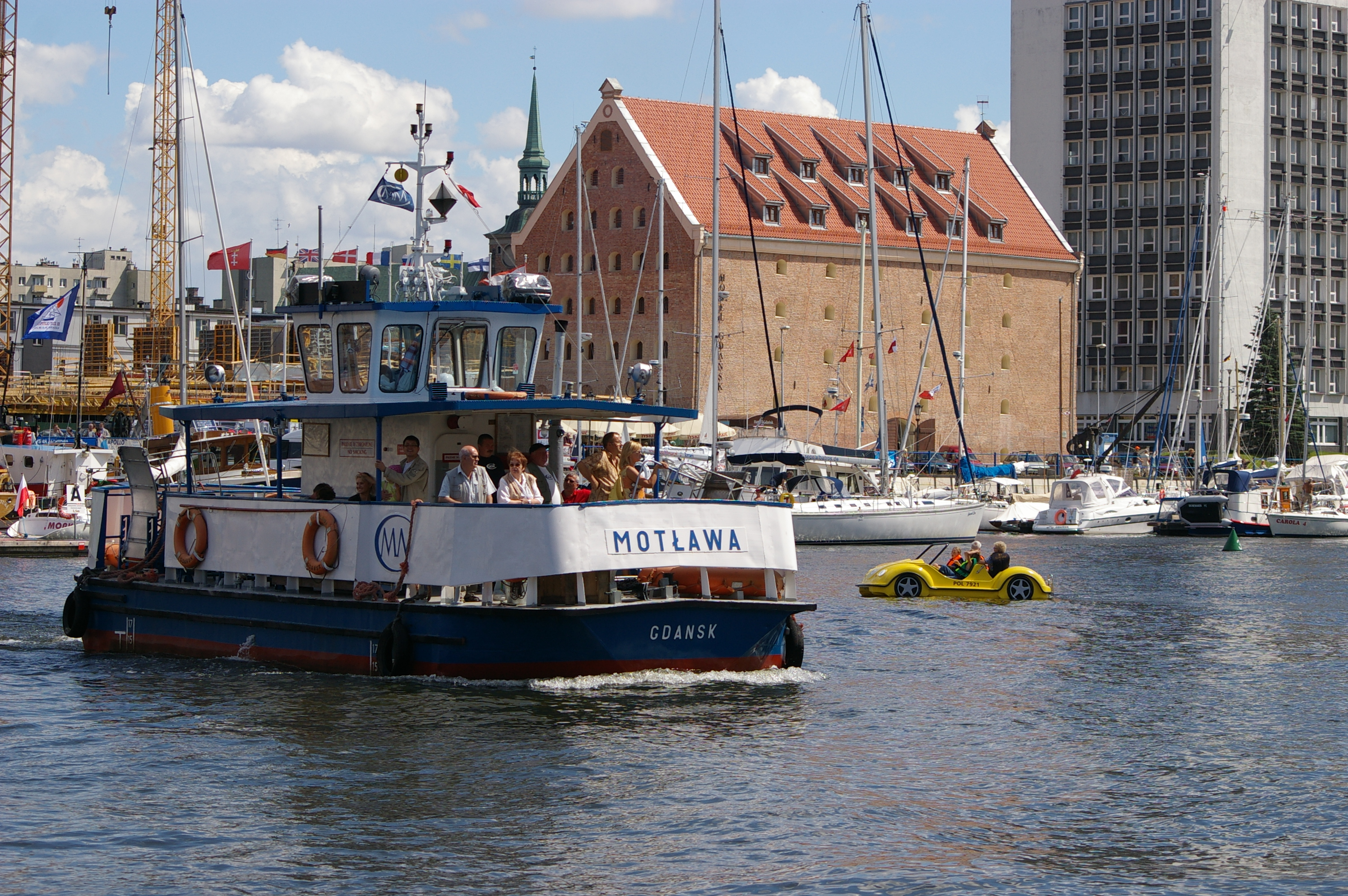
Prom Motława na Motławie

Na podstawie badań Wojewódzkiego Inspektoratu Ochrony Środowiska, przeprowadzonych w 2007 jakość wód Motławy była określona jako słaba (IV klasa jakości), natomiast rok później była umiarkowana (III klasa jakości). Mimo zadowalającego stanu ogólnego, badania związane z realizacją Dyrektywy rybnej i Dyrektywy azotanowej wykazały, że jej wody w 2008 nie spełniały warunków odpowiednich dla hodowli ryb karpiowatych i łososiowatych, a głównymi mankamentami był poziom azotynów i fosforu ogólnego. Poziom azotanów na stacji Rokitki (56,1 km od ujścia) wynosił 22,14mg NO3/l natomiast w stacji Gdańsk, ul. Olszyńska (1,8 km od ujścia) 9,52mg NO3/l.

## Zagospodarowanie
Dolny bieg rzeki na terenie Gdańska, od Mostu Zielonego do ujścia wraz z fragmentem Nowej Motławy poniżej Mostu Stągiewnego wchodzi w skład obszaru morskiego portu Gdańsk.
Na Motławie znajdują się łowiska ryb, którymi zarządza Spółdzielnia Rybołówstwa i Przetwórstwa „Troć” w Tczewie.
Wzdłuż biegu Motławy od Tczewa do Gdańska znajduje się znakowany czerwony szlak turystyczny PTTK – Szlak Motławski. Na Motławie organizowane są spływy kajakowe.

## Regulacja rzeki i powodzie
Gdańsk jest jednym z najbardziej zalewanych miast w Polsce, jednakże główną przyczyną powodzi nie są przepływające przez nie rzeki, w tym Motława, ale zjawisko cofki.
Podczas powodzi w Gdańsku w 2001, ze względu na cofkę oraz napływanie wody z Górnego Tarasu, woda płynęła Motławą w górę rzeki, przez co zalała okolice wsi Cieplewo, gdzie przerwany został wał.

## Historia
1 sierpnia 1975 na Motławie zatonął prom.
17 kwietnia 1577 Motława odegrała rolę w trakcie bitwy pod Lubiszewem, stoczonej w pobliżu Lubiszewa Tczewskiego.

## Hydronimia
Nazwę Motława dostały również:
- Prom pasażerski Motława
- KS Motława Suchy Dąb
- Towarzystwo Budownictwa Społecznego "Motława" Sp. z o.o.

Nazwę Motława ustalono urzędowo w 1949 roku.